# Basilika San Juan de Dios

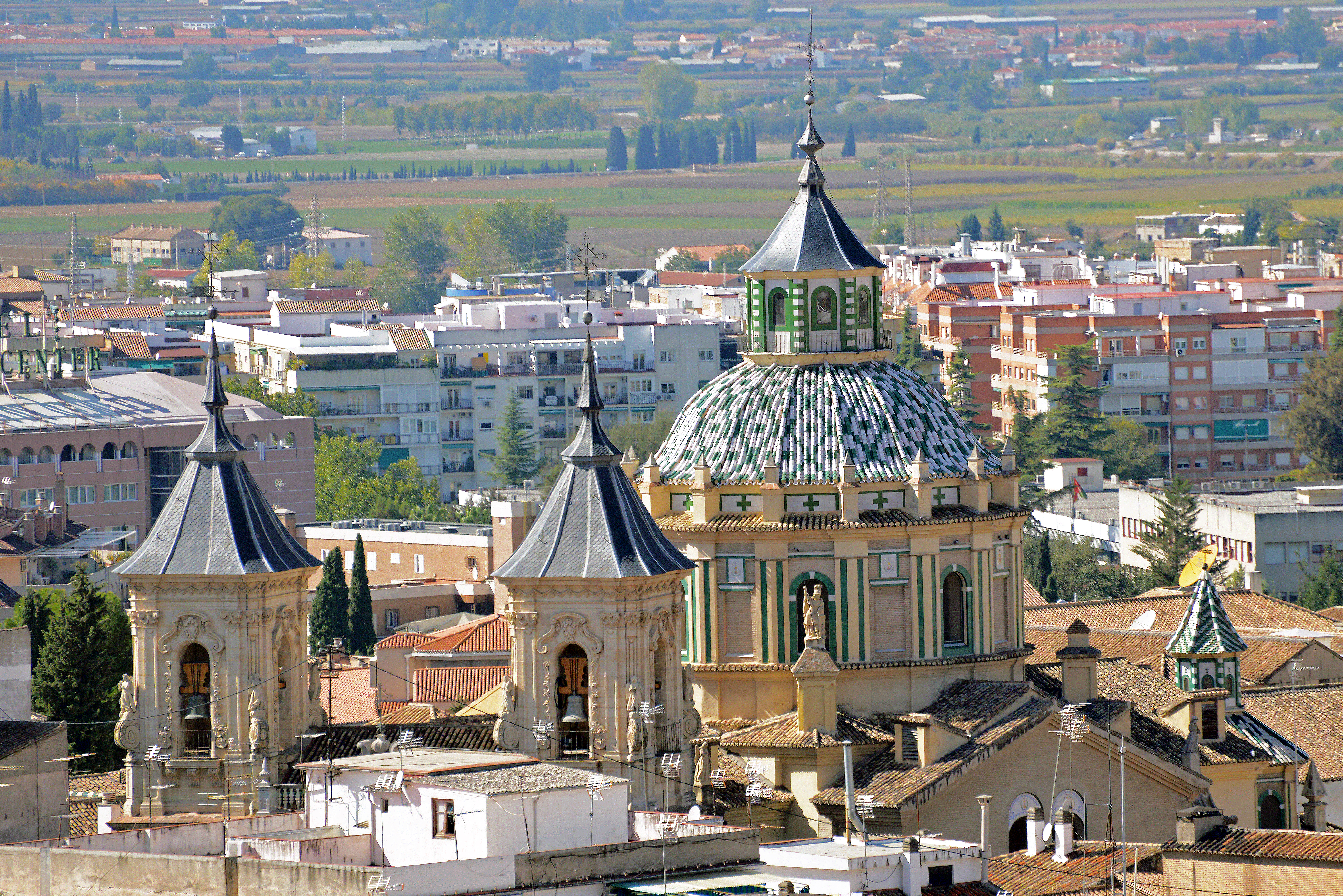
Basilika Juan de Dios

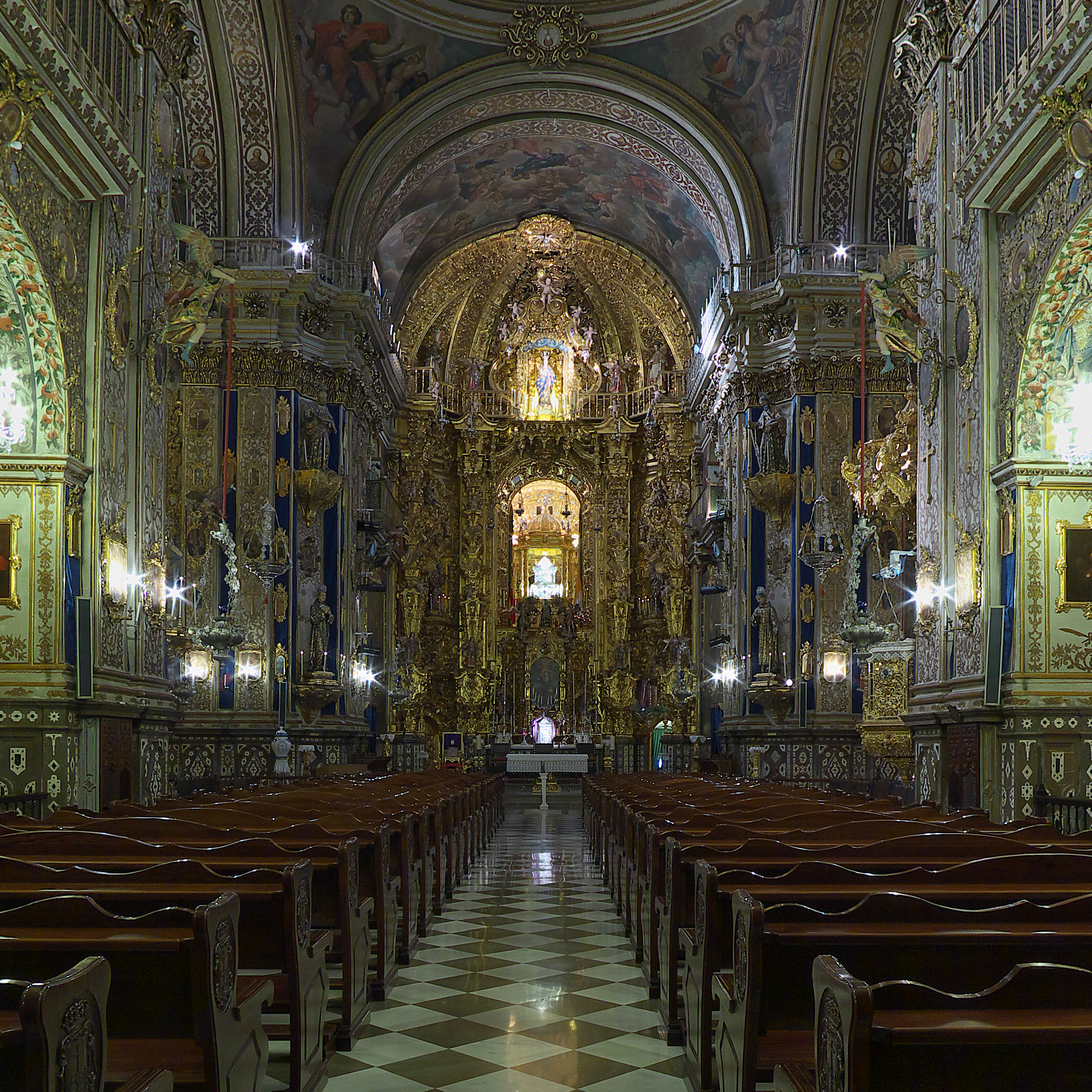
Innenraum

Die Basilika San Juan de Dios ist eine römisch-katholische Kirche in der spanischen Stadt Granada. Die Kirche im Erzbistum Granada ist Johannes von Gott gewidmet und trägt den Titel einer Basilica minor. Die barocke Kirche wurde im 18. Jahrhundert errichtet und ist als Bien de Interés Cultural geschützt.

## Geschichte
Der Prior Alonso de Jesús Ortega des Ordens der Barmherzigen Brüder vom hl. Johannes von Gott initiierte den Bau der Kirche, um die sterblichen Überreste des heiliggesprochenen Ordensgründers Johannes von Gott zu beherbergen. Sie wurde zwischen 1737 und 1759 erbaut und vom Orden finanziert. Der Kirche wurde 1916 durch Papst Benedikt XV. der Titel einer Basilica minor verliehen.

## Architektur
Die einschiffige Kirche wurde im barocken Stil aus Stein und Ziegeln gebaut. Die Fassade wird von Türmen mit Schieferspitzen eingerahmt. Sie hat einen für die Ordenskirchen typischen, leicht weiterentwickelten Grundriss in Form eines lateinischen Kreuzes, ein breites Schiff mit Seitenkapellen auf beiden Seiten und ein Querschiff, gekrönt von einer Vierungskuppel.

## Ausstattung
Hinter dem Altar in der Hauptkapelle der Kirche befindet sich eine aus drei Kammern bestehende, reich verzierte Grabkapelle, in deren Hauptraum der im Spanischen als urna bezeichnete massive Silberschrein mit den Reliquien des heiligen Johannes von Gott aufgestellt ist. Die Seitenkapellen beherbergen bedeutende bildhauerische und malerische Werke, von denen die Fresken die wichtigsten sind.